# Муравйов Михайло Артемович
Муравйо́в Миха́йло Арте́мович (рос. Муравьёв Михаи́л Арте́мьевич, 13 [25] вересня 1880, с. Бурдуково, Костромська губернія, Російська імперія — 11 липня 1918, Симбірськ, РСФРР) — військовий діяч Радянської Росії, офіцер Російської імператорської армії, революціонер, один з ватажків більшовицького загарбання України, командир загонів Червоної гвардії та Червоної армії РРФСР. Організатор та один з учасників червоного терору у Києві.

## Життєпис

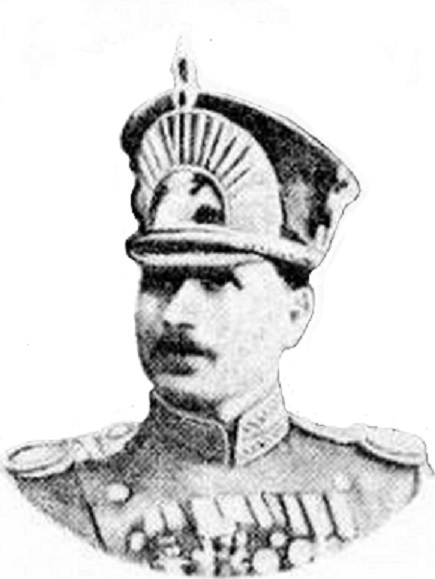
Михайло Муравйов у формі підполковника Російської імператорської армії, 1916 р.

У 1901 році закінчив Казанську юнкерську школу. За вбивство товариша засуджений до 1,5 року в штрафній частині й позбавлений офіцерського звання. Учасник Першої світової війни 1914–1918 років. 1917 року став членом партії есерів.

### Україно-російська війна (1918)
У січні 1918 року очолював російські радянські частини, які брали участь у захопленні Харкова, Полтави та Києва на початку українсько-російської війни 1917—1921. Командувач червоними військами в бою під Крутами (за іншими даними, очільником угруповування був Павло Єгоров).
4 лютого 1918 року в Дарниці під Києвом видав наказ про «нещадне знищення всіх офіцерів, гайдамаків, монархістів і всіх ворогів революції» (російською). При штурмі міста застосовувалися отруйні гази, був проведений масовий артобстріл (до 15 тис. снарядів), у результаті якого, серед інших, зруйнували будинок Михайла Грушевського на Паньківщині. Виконуючи наказ, радянські війська розстріляли в Києві близько 5 тис. мирних жителів, тероризували киян, зокрема, був убитий київський митрополит Володимир (винних у вбивстві не знайшли). На київську буржуазію наклали контрибуцію в п'ять мільйонів карбованців для утримання війська.
Муравйов був запеклим противником українізації. За даними дослідника В. А. Савченка, під час знаходження Муравйова в Харкові по місту їздив броньовик з написом «Смерть українцям!». За спогадами Миколи Полетики, «портрети Шевченка зривали зі стін і топтали ногами. Говорити на вулицях українською мовою стало небезпечно».
Пізніше був призначений командувачем збройними силами Одеської радянської республіки, отримавши завдання виступити проти румунських військ, що прагнули захопити Бессарабію та Придністров'ї. Під його орудою Румчерод наприкінці лютого — на початку березня 1918 року провів акцію по захопленню найбагатших одеситів та обміну їх на 10 мільйонів карбованців на потреби Червоної армії.

### Заколот і загибель
13 червня 1918 року був призначений командувачем Східним фронтом.
Під час лівоесерівських повстань Ленін почав сумніватися в лояльності Муравйова, наказавши Реввоєнсовєту таємно стежити за його діями. 10 липня Муравйов підняв повстання. Більшість сучасних дослідників сходяться на тому, що Муравйов зробив це самостійно, отримавши звістки про події в Москві, побоюючись арешту через підозри в нелояльності.
У ніч з 9 на 10 липня Муравйов, кинувши штаб фронту в Казані, без відома Революційної військової ради фронту, разом з двома лояльними до нього полками (чисельністю близько 1000 осіб) на пароплаві «Мезень» відбув з міста. 11 липня він прибув до Симбірська, зайняв стратегічні пункти міста і заарештував керівних радянських працівників (у тому числі командувача 1-ю армією Михайла Тухачевського, також зампреда губвиконкому К. С. Шелєнкєвіча, політкомісарів штабу Симбірської групи військ А. Л. Лаврова, та інших більшовиків). Виступив проти укладення мирного договору з Німеччиною, оголосив себе «головкомом армії, що діяла проти Німеччини», телеграфував у РНК РСФСР, німецькому посольству в Москві і командуванню Чехословацького корпусу про оголошення війни Німеччині. Військам фронту і чехословацького корпусу (з яким він до заколоту і повинен був воювати) пропонувалося рухатися до Волги і далі на захід для відсічі німецьким військам, які нібито почали в цей час наступ.
Виступив з ініціативою створення так званої Поволзької Радянської республіки на чолі з лівими есерами Спиридоновою, Камковим і Карєліним. Планував залучити на свою сторону чехословаків і офіцерів. На бік Муравйова перейшли ліві есери: командувач Симбірської групи військ і Симбірським укріпрайоном Клим Іванов, і начальник Казанського укріпрайону Ісідор Трофимовський.
Ленін і Троцький у спільному урядовому зверненні оголосили, що «Колишній головнокомандувач на чехо-словацькому фронті, лівий есер Муравйов, оголошується зрадником і ворогом народу. Всякий чесний громадянин зобов'язаний його застрелити на місці». Однак це звернення було опубліковано тільки 12 липня, коли Муравйов уже був мертвий.
11 липня він з'явився на засідання виконкому губернської Ради, вимагаючи віддати владу його лівоесерівській фракції. На той момент місцеві ліві есери ще не були віддалені від влади, і займали посади військового, земельного та продовольчого губернських комісарів. До цього часу голові губернського парткому Юозасу Варейкісу вдалося таємно розмістити навколо будівлі латиських стрільців, бронезагін і особливий загін ЧК. Сам Муравйов також безуспішно спробував заблокувати будівлю шістьма броньовиками. Під час засідання із засідки вийшли червоногвардійці і чекісти, й оголосили про арешт. Муравйов, який чинив озброєний опір, був убитий (за іншими джерелами — застрелився).
Варейкіс так описав спробу арешту Муравйова:
|  | Я оголошую перерву. Муравйов встав. Мовчання. Всі погляди спрямовані на Муравйова. Я дивлюся на нього в упор. Відчувалося, що він прочитав щось недобре в моїх очах чи йому совісно своє боягузтво, що змусило його сказати: — Я піду заспокою загони. Медведєв спостерігав в скла дверей і чекав сигналу. Муравйов йшов до вихідних дверей. Йому залишилося зробити крок, щоб взятися за ручку дверей. Я махнув рукою. Медведєв сховався. Через кілька секунд двері перед Муравйовим розчинилася, із залу блищать багнети. — Ви арештовані. — Як? Провокація! — Крикнув Муравйов і схопився за маузер, який висів на поясі. Медведєв схопив його за руку. Муравйов вихопив браунінг і почав стріляти. Побачивши збройний опір, загін теж почав стріляти. Після шести — семи пострілів з тієї та іншої сторони в двері виконкому Муравйов звалився убитим. |

12 липня офіційна газета ВЦВК «Известия» помістила урядове повідомлення «Про зраду Муравйова», в якому стверджувалося, що «Бачачи повний крах свого плану, Муравйов покінчив із собою пострілом у скроню».
Після загибелі Муравйова серед комісарів і червоноармійців широко поширилися підозри проти взагалі всіх колишніх царських офіцерів. Крім того, наслідки заколоту виявилися вкрай важкими для фронту.
Як підкреслює дослідник Б. В. Соколов у своїй роботі «Михаил Тухачевский: жизнь и смерть „Красного маршала“», війська Східного фронту були деморалізовані і збиті з пантелику спочатку телеграмами головкома Муравйова про мир з чехословаками і війну з Німеччиною, а потім — про зраду Муравйова, і про продовження війни з чехословаками. Підполковник Володимир Каппель вирішив скористатися моментом, і завдати удару. Червона армія незабаром залишила Бугульму, Мелекесс і Симбірськ, а на початку серпня і Казань, де у руки чехословаків і Народної армії Комуча потрапила частина російського золотого запасу. У зв'язку зі сформованим важким становищем на фронті на станцію Свиязьк незабаром після падіння Казані особисто прибув наркомвійськмор Лев Троцький.